# تیلاندزیا لاتیفولیا
تیلاندزیا لاتیفولیا (نام علمی: Tillandsia latifolia) نام یک گونه از تیره آناناسیان است.